# Scleranthelia
Scleranthelia is een geslacht van koralen uit de familie van de Clavulariidae.

## Soorten
- Scleranthelia microsclera Lopez, Ocaña & Garcia, 1995
- Scleranthelia rugosa (Pourtalès, 1867)
- Scleranthelia thomsoni Williams, 1987